# Butterweg (Vogtland)

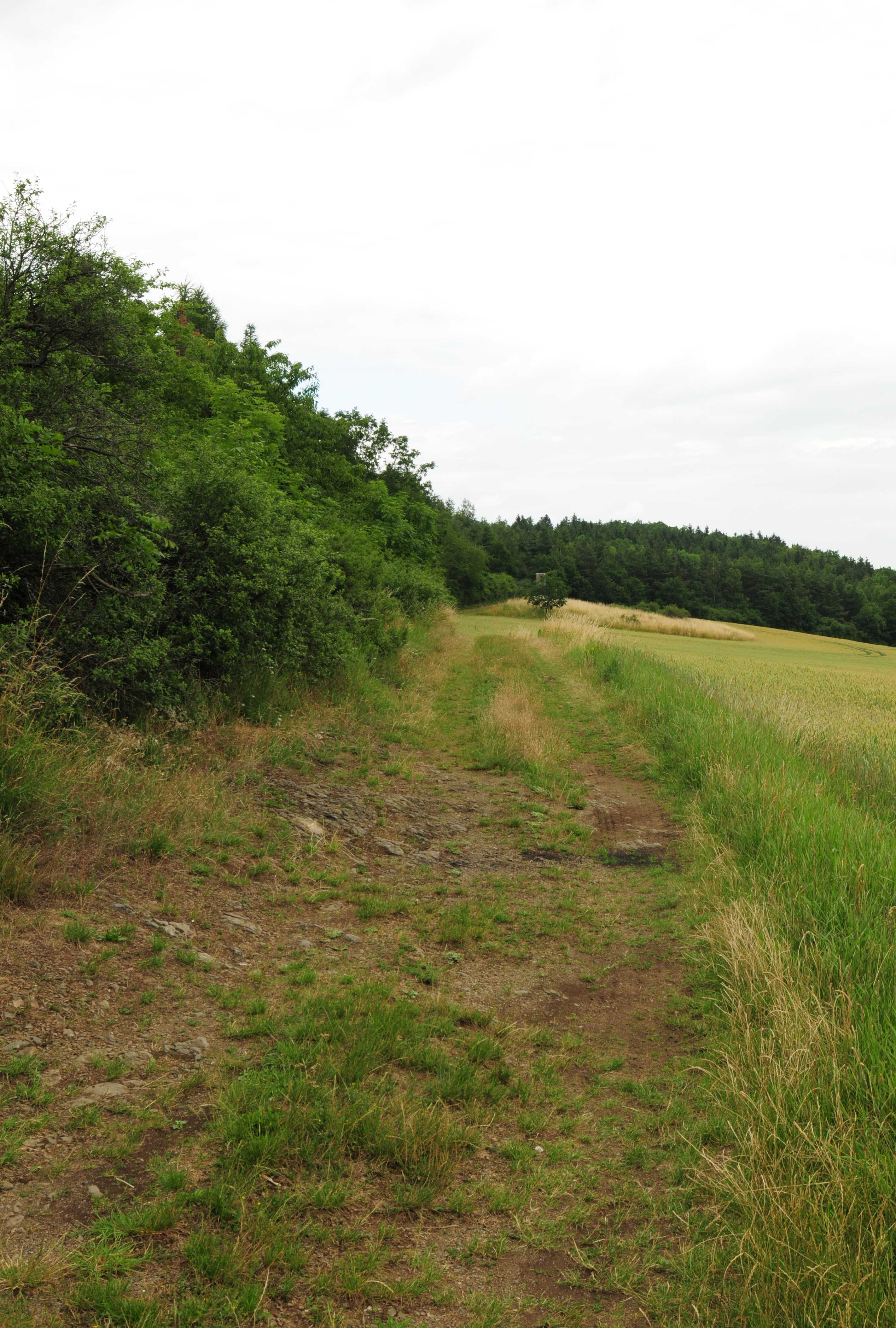
Abschnitt des Butterwegs südwestlich von Steins

Der Butterweg westlich von Straßberg im sächsischen Vogtland ist ein Altstraßenrest, der heute als Wanderweg begangen werden kann und hauptsächlich auf dem Gemeindegebiet von Weischlitz verläuft. Es handelt sich um ein Teilstück einer mittelalterlichen Verkehrsverbindung zwischen Plauen und Hof. Um einen Übergang über die Weiße Elster zu vermeiden, erstreckte sich dieser historische Verkehrsweg unweit von Straßberg über die Höhen bei Kröstau und Steins in Richtung Geilsdorf. Von da setzte er sich als Geilsdorfer Steig in Richtung auf die Passhöhe an der „Ullitz“ fort, von wo über Haidt die Ortslage Hof erreicht werden konnte. In seinem Verlauf überquert der Butterweg südlich von Kröstau den Höhenrücken Butterpöhl.
Einige Abschnitte zeigen deutlich ausgefahrene Wagenspuren im anstehenden Gestein, was auf eine frühere intensive Nutzung des Verkehrsweges hinweist.